# Nöykkiö

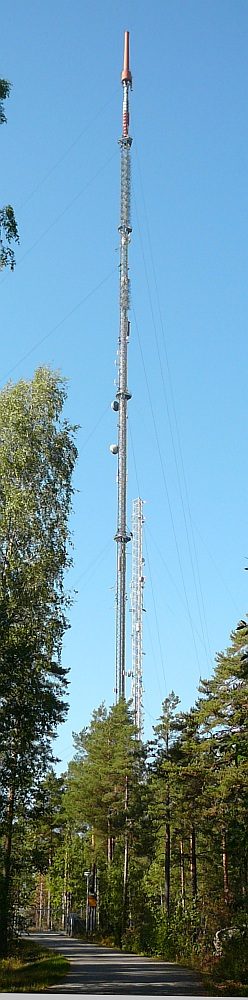
La station de radio-télévision de Nöykkiö-Latokaski.

Nöykkiö (en suédois : Nöykis) est un quartier de la ville d'Espoo en Finlande.

## Description
Nöykkiö est un quartier de maisons individuelles ou mitoyennes. 
Ses voisins sont   Kaitaa, Latokaski, Matinkylä, Olari, Saunalahti, Vanttila.